# لاري وينتيرز
لاري وينتيرز (بالإنجليزية: Larry Winters)‏ هو مصارع محترف أمريكي، ولد في 14 أبريل 1960 في فيلادلفيا في الولايات المتحدة، وتوفي بنفس المكان في 27 يناير 2015 بسبب نوبة قلبية.

## وصلات خارجية
- لاري وينتيرز على موقع CageMatch worker (الإنجليزية)

- لاري وينتيرز على موقع IMDb (الإنجليزية)
- لاري وينتيرز على موقع قاعدة بيانات الفيلم (الإنجليزية)